# Nils Djurklou (1641–1714)
Nils Djurklou, född 20 maj 1641 i Stockholm, död 29 mars 1714 i Heds församling, var en svensk militär.

## Biografi
Nils Djurklou föddes 1641 i Stockholm. Han var son till kamreren Jakob Johansson vid postkontoret i Stockholm och Malin Eriksdotter. Djurklou var från 1647 till maj 1653 student vid Uppsala universitet. Han reste därefter till Holland, där han försatte sina studier och stannade där till maj 1658.
Djurklou uppfostrades i Holland, var en kortare tid i engelsk sjötjänst och deltog senare i stormningen av Köpenhamn 1659. Efter tjänst i Riga kom han hem i oktober 1667. Större delen av sin officerstid tillhörde han Västmanlands regemente. Han var med i strider vid Fehrbellin och Demmin, och fick överbefälhavaren Otto Wilhelm von Königsmarcks förtroende och verkar ha varit den egentlige ledaren av operationerna vid Stralsunds skyddande från sjösidan. Då Stralsund kapitulerade reste han hem sjövägen, men fartyget strandade vid Bornholm och han blev, tillsammans med många andra, tillfångatagen av danskarna och hölls kvar i Danmark ett år till fredsslutet. Han tjänstgjorde också med utmärkelse i kriget i Pommern, särskilt i slaget vid Rügen 1678. Hans bragder under kriget meriterade honom för adelskap 1680. Under fredåren fortsatte hans militära avancemang, och då kriget bröt ut 1700 blev han överste och fick chefskapet för Kalmar regemente. Han deltog i spetsen av landstigningen på Själland, men då regementet 1701 skulle delta i fälttåget i öster, begärde han avsked på grund av sjukdom som troligen var sviter av blessyrer han hade pådragit sig under krigen.

## Familj
Nils Djurklou var gift första gången 27 februari 1681 på Låttestad i Härads församling med Elisabet Morgonstierna (död 1693). Hon var dotter till överstelöjtnanten Daniel Morgonstierna och Anna Margareta Svinhufvud af Qvalstad. De fick tillsammans barnen Anna Magdalena Djurklow (född 1681), Johanna Margareta Djurklow (1683–1765) som var gift med brukspatronen Tomas Tersmeden, fänriken Jakob Johan Djurklow (1684–1709) vid livgardet, Christina Catharina Djurklow (1685–1685), Carl Daniel Djurklow (1685–1685), regementschefen Nils Djurklou (1686–1758) vid Kalmar regemente, Gustaf Filip Djurklow (1687–1687), Anna Maria Djurklow (1688–1716), Gustaf Erik Djurklow (1689–1694) och Carl Ulrik Djurklow (född 1691). Elisabet Morgenstierna dog 1693 och begravdes i en murad grav i Folkärna kyrka tillsammans med åtta av deras barn som avlidit i späd ålder.
Han gifte sig andra gången 16 september 1694 i Stockholm med Anna Maria Reenstierna, dotter av kommissarien Abraham Reenstierna och Ingrid Johansdotter. Anna Maria Reenstierna var änka efter assessorn Peter Schönström. Paret var bosatt på Jönsarbo herrgård som hon ärvt efter sin första man.
Nils Djurklou avled på Jönsarbo herrgård 1714 och begravdes i Schönströmska graven på vid Heds kyrka. Vid hans begravning lästes följande vers upp: ”Nils Diurklou här sin krop i roo med ära hwilar som Fyr och Fyrti' år, tre Kungar med sin hand Har tient til Häst och Fot, til Siöss så wäl som land, Ej fruchtat hugg ell' stick, ej kulor eller pilar.” Till hans minne finns en vapensköld i kyrkan.